# 卡斯泰内多洛
卡斯泰内多洛（義大利語：Castenedolo），是意大利布雷西亚省的一个市镇。总面积26平方公里，人口11124人，人口密度427.8人/平方公里（2009年）。国家统计（ISTAT）代码为017043。

## 友好城市
- 格拉達查茨